# Abdelkader Taleb Oumar

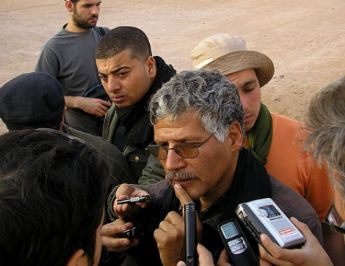
Abdelkader Taleb Oumar

Abdelkader Taleb Oumar (arabiska:  عبد القادر طالب عمر), född 1951, var 2003–2018 premiärminister i Västsahara, egentligen Sahariska arabiska demokratiska republiken (SADR), som gör anspråk på Västsahara, vilket idag till största delen är ockuperat av Marocko.
Oumar är en veteran i Polisario och har levt i exil i Tindouf, Algeriet sedan 1975. Han har innehaft ministerposter i tidigare regeringar och även varit talman för det västsahariska exilparlamentet.
Oumar utnämndes till posten som premiärminister den 29 oktober 2003 av president Mohamed Abdelaziz.
Den 5 februari 2018 efterträddes han av Mohamed Wali Akeik.